# Fußach
Fußach är en ort och kommun i distriktet Bregenz i förbundslandet Vorarlberg i Österrike. Kommunen ligger vid floden Rhen strax före dess utlopp i Bodensjön. 